# 3632 Grachevka
3632 Grachevka eller 1976 SJ4 är en asteroid i huvudbältet som upptäcktes den 24 september 1976 av den rysk-sovjetiske astronomen Nikolaj Tjernych vid Krims astrofysiska observatorium på Krim. Den har fått sitt namn efter byn Gratjovka där upptäckarens föräldrar föddes i nuvarande Tambov oblast, Ryssland.
Asteroiden har en diameter på ungefär nio kilometer.